# Enzo Vicario
Enzo Vicario (Pieve di Cadore, 5 luglio 1942) è un bobbista italiano.

## Biografia
Viene ricordato come vincitore di una medaglia d'argento nella sua disciplina, ottenuta ai campionati mondiali del 1971 (edizione tenutasi a Cervinia, Italia) insieme al connazionale Corrado Dal Fabbro. Nell'edizione l'oro andò all'altra italiana, il bronzo all'Austria.
Ai Giochi olimpici di Sapporo 1972 giunse al 10º posto in coppia con Corrado Dal Fabbro.